# Kloster Monthiers-en-Argonne
Das Kloster Monthiers-en-Argonne (Monasterium in Argona) ist eine ehemalige Zisterzienserabtei in der Gemeinde Possesse im Département Marne, Region Grand Est, in Frankreich. Es lag rund 27 Kilometer südlich von Sainte-Menehould nicht weit von einer Römerstraße (heute D 994).

## Geschichte
Das Kloster wurde im Jahr 1134 bei Sommeilles im heutigen Département Meuse an einem Ort, der noch heute „Le Vieux Monthiers“ genannt wird, für Regularkanoniker gestiftet und später nach Possesse in eine Geländefalte verlegt, die die letzten Ausläufer des Argonner Walds bilden. Im Jahr 1144 schloss es sich dem Zisterzienserorden an und unterstellte sich dem Kloster Trois-Fontaines und damit der Filiation der Primarabtei Clairvaux. Das Kloster besaß zahlreiche Grangien und landwirtschaftliche Betriebe, darunter Guidonval (Yonval), la Basse-Cour, Rotonchamp, Valdivière und le Saussy in Possesse, Hurtebise in Sommeilles, Bronne in Vannault-le-Châtel, Bouët und Outrivière in Noirlieu, Épensival in Épense, Lalieue in Remicourt, Notaval und Letemple. Das Kloster wurde in der Französischen Revolution aufgehoben.

## Bauten und Anlage
Von der Klosteranlage haben sich nur die Communs aus dem 18. Jahrhundert und ein Taubenhaus aus dem Jahr 1650 erhalten.